# Cadaveri eccellenti

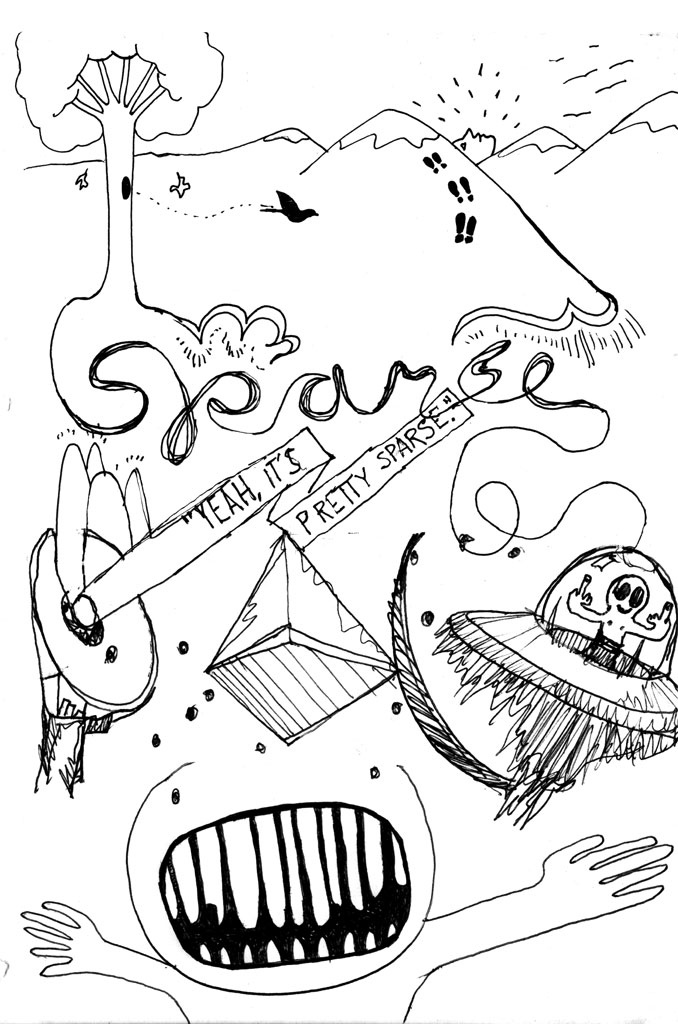
Esempio di cadavere eccellente disegnato da quattro persone

Il gioco Cadaveri eccellenti, detto anche Cadavere squisito, è un gioco di carta e matita non competitivo, che consiste nel creare un testo o un'immagine con un lavoro di gruppo in cui però ogni partecipante ignora i contributi degli altri. Il gioco è associato in particolare alla cultura surrealista e ha probabilmente origine in Francia: il nome italiano è la traduzione del francese cadavre exquis.

## Origini
La versione originale del gioco prevede che un gruppo di giocatori componga una poesia o un racconto alternandosi alla scrittura, con il vincolo che ogni partecipante può vedere solo la parola finale del contributo precedente. Il nome del gioco verrebbe dal fatto che, nella prima partita in assoluto, la frase ottenuta fu "le cadavre exquis boira le vin nouveau" ("Il cadavere eccellente berrà il vino novello").

## Varianti
In seguito (forse ispirandosi a un tipo di libri illustrati per bambini in cui le pagine sono divise in tre o quattro parti sfogliabili indipendentemente, che compongono un disegno per ogni possibile combinazione) nacquero varianti del gioco in cui lo scopo non è scrivere un testo, bensì comporre un disegno o un collage. Può anche darsi che i giocatori si accordino preventivamente su alcuni aspetti generali dell'immagine da realizzare, ma questo va contro la natura essenzialmente surrealista del gioco.
In tutte queste varianti il gioco è stato anche giocato per posta.

## Applicazioni non ludiche
La tecnica del cadavre exquis è stata usata dai surrealisti, e ci sono stati tentativi di applicazioni artistiche basate sulla grafica computerizzata, per la costruzione di oggetti surrealisti, e persino in ambito architettonico. Alla New York University è stata usata per creare lungometraggi surrealisti. Alcuni livelli aggiuntivi del videogioco Doom sono stati progettati facendo uso di questo metodo.
I cadaveri eccellenti sono dunque oggetto di un certo interesse da parte di organizzazioni artistiche. Totems Without Taboos ("totem senza tabù") fu la prima esposizione di cadaveri eccellenti degli Stati Uniti, organizzata dal Chicago Surrealist Group. La Cacophony Society di San Francisco ha organizzato una serata speciale in cui il gioco è stato giocato da un teatro pieno di persone.
Chanson Pour Le Cadavre Exquis è il titolo di canzone di Jean Guidoni del 1980.
Exquisite Corpse è anche il titolo di una canzone del gruppo Bauhaus (dal disco The Sky's Gone Out del 1982) e di un romanzo del 1996 di Poppy Z. Brite, e Exquisite Dead Guy ("tizio morto eccellente") è una canzone del gruppo They Might Be Giants.
Cadaveri eccellenti è il titolo di un film di Francesco Rosi del 1976, tratto dal romanzo Il contesto di Leonardo Sciascia.